# Segunda Categoría del Carchi 2014
El Campeonato Provincial de Fútbol de Segunda Categoría del Carchi 2014 es un torneo de fútbol en Ecuador en el cual compiten equipos de la Provincia del Carchi. El torneo es organizado por Asociación de Fútbol Profesional del Carchi (AFC) y avalado por la Federación Ecuatoriana de Fútbol. El torneo dio inicio el 27 de abril de 2014 y finalizó el 12 de julio de 2014. Participaron 5 clubes de fútbol y entregó 2 cupos al Zonal de Ascenso de la Segunda Categoría 2014.

## Equipos participantes
| Equipos participantes | Equipos participantes | Equipos participantes                                       |
| --------------------- | --------------------- | ----------------------------------------------------------- |
|                       |                       |                                                             |
| Equipo                | Ciudad                | Estadio                                                     |
| Atlético Tulcán       | Tulcán                | Estadio Olímpico de Tulcán                                  |
| Deportivo Oriental    | Tulcán                | Estadio Olímpico de Tulcán                                  |
| Carchi 04 F.C.        | Tulcán                | Estadio Olímpico de Tulcán                                  |
| Deportivo San Gabriel | San Gabriel           | Estadio de la Liga Deportiva Cantonal de Montúfar           |
| C.A. Superior Huaca   | Huaca                 | Estadio de la Liga Deportiva Cantonal de San Pedro de Huaca |

## Posiciones
| Pos | Equipo                       | Pts | PJ | G | E | P | GF | GC | Dif |
| --- | ---------------------------- | --- | -- | - | - | - | -- | -- | --- |
| 1º  | Atlético Tulcán              | 22  | 8  | 7 | 1 | 0 | 44 | 2  | +42 |
| 2º  | Deportivo Oriental           | 13  | 8  | 4 | 1 | 3 | 14 | 16 | -2  |
| 3º  | Deportivo San Gabriel        | 11  | 8  | 3 | 2 | 3 | 8  | 9  | -1  |
| 4º  | Carchi 04 F.C.               | 10  | 8  | 2 | 4 | 2 | 10 | 14 | -4  |
| 5º  | C.A. Superior Huaca (*) (**) | 0   | 8  | 0 | 0 | 8 | 3  | 37 | -34 |

- (*) El C.A. Superior Huaca decidió retirarse del torneo.

- (**) Oficialmente, C.A. Superior Huaca, se lo declaró perdedor por el marcador de 0 - 3 ante los equipos con los cuales le tocaba jugar en cada fecha.

|  | Clasifican a los zonales de la Segunda Categoría 2014 |

## Evolución de la Clasificación
| Equipo / Jornada      | 01 | 02 | 03 | 04 | 05 | 06 | 07 | 08 | 09 | 10 |
| --------------------- | -- | -- | -- | -- | -- | -- | -- | -- | -- | -- |
| Atlético Tulcán       | 1  | 1  | 1  | 1  | 1  | 1  | 1  | 1  | 1  | 1  |
| Carchi 04 F.C.        | 3  | 3  | 3  | 2  | 3  | 3  | 3  | 3  | 3  | 4  |
| Deportivo Oriental    | 5  | 4  | 4  | 4  | 2  | 2  | 2  | 2  | 2  | 2  |
| Deportivo San Gabriel | 2  | 2  | 2  | 3  | 4  | 4  | 4  | 4  | 4  | 3  |
| C.A. Superior Huaca   | 4  | 5  | 5  | 5  | 5  | 5  | 5  | 5  | 5  | 5  |

## Resultados
|  | Deportivo San Gabriel | 3 - 1 | C.A. Superior Huaca |  | Santa Rosa de San Gabriel | 27 de abril | 15:00 |
|  | Deportivo Oriental    | 0 - 9 | Atlético Tulcán     |  | Olímpico (Tulcán)         | 27 de abril | 15:00 |
|  | Libre:                | -     | Carchi 04 F.C.      |  | -----                     | -----       | ----- |

|  | Atlético Tulcán | 3 - 0 | Deportivo San Gabriel |  | Olímpico (Tulcán) | 3 de mayo | 11:00 |
|  | Carchi 04 F.C.  | 1 - 1 | Deportivo Oriental    |  | Olímpico (Tulcán) | 4 de mayo | 13:00 |
|  | Libre:          | -     | C.A. Superior Huaca   |  | -----             | -----     | ----- |

|  | Deportivo San Gabriel | 0 - 0  | Carchi 04 F.C.     |  | Santa Rosa de San Gabriel | 11 de mayo | 15:30 |
|  | C.A. Superior Huaca   | 0 - 14 | Atlético Tulcán    |  | Olímpico (Tulcán)         | 11 de mayo | 15:30 |
|  | Libre:                | -      | Deportivo Oriental |  | -----                     | -----      | ----- |

|  | Deportivo Oriental | 1 - 0 | Deportivo San Gabriel |  | Olímpico (Tulcán) | 17 de mayo | 15:00 |
|  | Carchi 04 F.C.     | 3 - 1 | C.A. Superior Huaca   |  | Olímpico (Tulcán) | 18 de mayo | 15:00 |
|  | Libre:             | -     | Atlético Tulcán       |  | -----             | -----      | ----- |

|  | C.A. Superior Huaca | 1 - 5 | Deportivo Oriental    |  | Olímpico (Tulcán) | 24 de mayo | 15:30 |
|  | Atlético Tulcán     | 2 - 2 | Carchi 04 F.C.        |  | Olímpico (Tulcán) | 25 de mayo | 15:30 |
|  | Libre:              | -     | Deportivo San Gabriel |  | -----             | -----      | ----- |

|  | Carchi 04 F.C.     | 0 - 8                 | Atlético Tulcán       |                       | Olímpico (Tulcán)     | 1 de junio            | 15:30                 |
|  | Deportivo Oriental | 3 - 0                 | C.A. Superior Huaca   |                       | Olímpico (Tulcán)     | Suspendido            | --:--                 |
|  | Libre:             | Deportivo San Gabriel | Deportivo San Gabriel | Deportivo San Gabriel | Deportivo San Gabriel | Deportivo San Gabriel | Deportivo San Gabriel |

|  | Deportivo San Gabriel | 2 - 1           | Deportivo Oriental |                 | Santa Rosa de San Gabriel | 8 de junio      | 15:30           |
|  | C.A. Superior Huaca   | 0 - 3           | Carchi 04 F.C.     |                 | Olímpico (Tulcán)         | Suspendido      | --:--           |
|  | Libre:                | Atlético Tulcán | Atlético Tulcán    | Atlético Tulcán | Atlético Tulcán           | Atlético Tulcán | Atlético Tulcán |

|  | Carchi 04 F.C.  | 0 - 0              | Deportivo San Gabriel |                    | Olímpico (Tulcán)  | 15 de junio        | 15:30              |
|  | Atlético Tulcán | 3 - 0              | C.A. Superior Huaca   |                    | Olímpico (Tulcán)  | Suspendido         | --:--              |
|  | Libre:          | Deportivo Oriental | Deportivo Oriental    | Deportivo Oriental | Deportivo Oriental | Deportivo Oriental | Deportivo Oriental |

|  | Deportivo San Gabriel | 0 - 3               | Atlético Tulcán     |                     | Santa Rosa de San Gabriel | 22 de junio         | 15:30               |
|  | Deportivo Oriental    | 3 - 1               | Carchi 04 F.C.      |                     | Olímpico (Tulcán)         | 22 de junio         | 15:30               |
|  | Libre:                | C.A. Superior Huaca | C.A. Superior Huaca | C.A. Superior Huaca | C.A. Superior Huaca       | C.A. Superior Huaca | C.A. Superior Huaca |

|  | Atlético Tulcán (C) | 2 - 0          | Deportivo Oriental    |                | Olímpico (Tulcán) | 29 de junio    | 15:30          |
|  | C.A. Superior Huaca | 0 - 3          | Deportivo San Gabriel |                | Olímpico (Tulcán) | Suspendido     | --:--          |
|  | Libre:              | Carchi 04 F.C. | Carchi 04 F.C.        | Carchi 04 F.C. | Carchi 04 F.C.    | Carchi 04 F.C. | Carchi 04 F.C. |

## Final por el Título
| 6 de julio de 2014, 15:00 | Deportivo Oriental | 1:2 | Atlético Tulcán | Estadio Olímpico de Tulcán, Tulcán         |  |
|                           |                    |     |                 | Asistencia: 5.000 espectadores Árbitro(s): |  |

| 12 de julio de 2014, 11:00 | Atlético Tulcán               | 3:0 (1:0) | Deportivo Oriental | Estadio Olímpico de Tulcán, Tulcán         |                                            |
|                            | Barahona 82' · Mecías 90+1' · |           |                    | Asistencia: 5.000 espectadores Árbitro(s): | Asistencia: 5.000 espectadores Árbitro(s): |

### Campeón
| |
| Club Atlético Tulcán 1.er Título Clasifica a los zonales de la Segunda Categoría 2014 - También clasifica Club Deportivo Oriental como Vicecampeón. |